# Esterno sera
Esterno sera è un film del 2013 diretto da Barbara Rossi Prudente.

## Trama
Alba ha un'anima inquieta nella Campania contemporanea, trascorre le giornate tra alcolici e uomini. Quando torna Fabrizio, un lontano cugino, l'equilibrio della ragazza salta completamente. L'attrazione tra Alba e Fabrizio è un treno in corsa e tutto il loro mondo ne verrà travolto.

## Riconoscimenti
- 1999 - Premio Solinas